# Kevin De Cock
Pour les articles homonymes, voir De Cock.
Kevin M. De Cock est un médecin belge, directeur des Centres américains pour le contrôle et la prévention des maladies (Centers for Disease Control and Prevention, CDC), en mission au Kenya.

## Biographie
Kevin De Cock obtient son diplôme en médecine de l'université de Bristol, au Royaume-Uni où il se spécialise en médecine interne. Il est ensuite diplômé en médecine tropicale et hygiène de l'université de Liverpool et obtient une bourse en hépatologie à l'université du Sud de la Californie. Il rejoint le  CDC en 1986 comme chercheur à l'Epidemic Intelligence Service (en) (EIS) où il travaille sur les fièvres hémorragique virales.
Kevin De Cock a été chef d'équipe pour le CDC au Libéria pour contrer l'Ebola (maladie), directeur du Centre mondial pour la santé (CDC Center for Global Health) et directeur de la division de prévention, de surveillance et d'épidémiologie VIH/SIDA de la CDC (CDC Division of HIV/AIDS Prevention, Surveillance, and Epidemiology). Kevin De Cock a en outre été directeur de l'Organisation mondiale de la santé (OMS) Département VIH/Sida (ONUSIDA) de 2006 à 2009.
Tout au long de sa carrière, il a tenu différents postes dans des écoles de médecine au Royaume-Uni, aux États-Unis et en Afrique subsaharienne.